# Theskelomensor
Theskelomensor is een geslacht van weekdieren uit de klasse van de Gastropoda (slakken).